# Maria Tripon
Maria Tripon (n. 14 iulie 1962, orașul Negrești-Oaș, Țara Oașului, jud. Satu Mare, România) este o interpretă și „ambasadoare” a muzicii populare din Țara Oașului, profesor,  culegător de folclor și  Președinte al Asociației Culturale Maria Tripon - Țara Oașului

## Studii
- A urmat cursurile Liceului Teoretic din Negrești Oaș și la vârsta de 16 ani, în 1978 începe Școala populară de Artă din Satu Mare, secția canto popular, al cărei absolventă este din anul 1981.  În 2002 a început studiile la Academia de Muzică „Gheorghe Dima” din Cluj-Napoca..   Cursul de Master - Management Educațional l-a făcut în cadrul Universității „Vasile Goldiș”, Arad[2].

## Biografie
A început să cânte încă din copilărie: „am cântat mereu unde am avut ocazia. Până să merg la școală le-am cântat părinților, vecinilor, bunicilor, cântecele pe care le-am auzit la difuzorul bunicilor, doar că scena mea era pe atunci un scaun sau lada de zestre a bunicii. După ce am mers la școală încă din clasa I, învățătoarea mea, doamna Oiegaș Maria, dându-și seama că știu să cânt, m-a îndemnat să cânt la fiecare serbare școlară. La un moment dat am activat și ca dansatoare în echipa de dansuri a Școlii generale nr. 1 din Negrești. În cei opt ani petrecuți în școala generală am fost prezentă la toate serbările școlare ca solistă, dansatoare, coristă. Următoarea perioadă am petrecut-o în cadrul Liceului teoretic tot din Negrești unde, de asemenea, am activat în corul liceului,   solistă vocală a liceului la toate manifestările artistice din cadrul liceului, absolvindu-l în anul 1980.”
Tot în perioada liceului între anii 1978-1981  urmează cursurile școlii populare de Artă din Satu Mare (secția canto popular), obținînd diploma de interpret muzică populară.

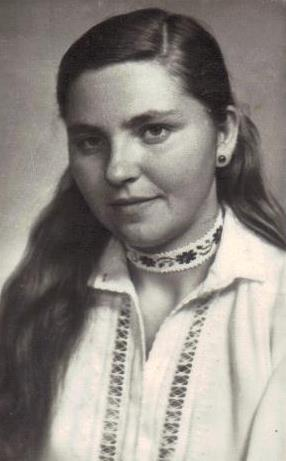
Maria Tripon la terminarea Scolii Populare de Arte Satu Mare

### Festivaluri-concurs de debut:
- Festivalul concurs „Pe deal la Teleormănel”, Alexandria, județul Teleorman,
- Festivalul concurs „Maria Tănase”,Craiova, județul Dolj,
- Festivalul concurs internațional „Maria Lătărețu” de la Târgu Jiu, jud. Gorj
- Festivalul concurs „Felician Fărcașu”, Brad, Hunedoara
- Festivalul concurs „Floarea de stâncă”,Rucăr, județul Argeș,
- Concursul „Topul tinerilor interpreți”,  Bacău, București
- Festivalul concurs din LIPOVA, Arad.
- Festival concurs de muzică populară, „Cântecele Carașului”,  Greoni, județul Caraș-Severin
- Festivalul folcloric „Floare mândră de pe Iza” , Șieu, Maramureș
- Festivalul concurs de la Moneasa, Arad, etc.

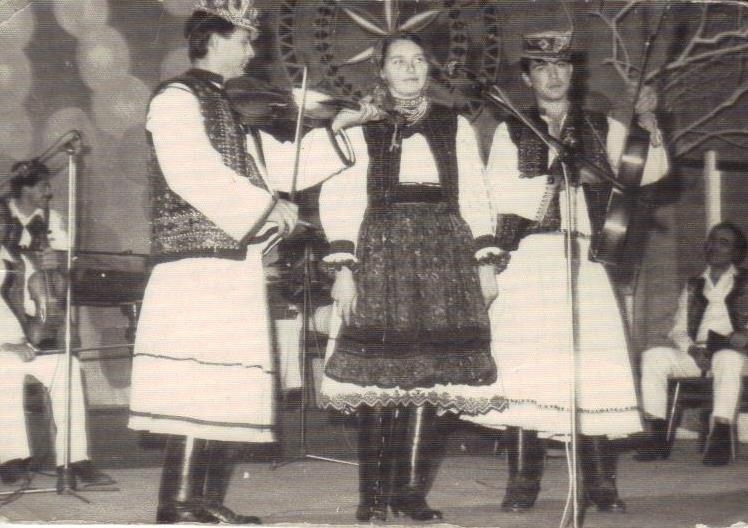
Maria Tripon la Festivalul Concurs „Maria Lătărețu” Târgul Jiu

În anul 1998 a devenit profesoarrăla catedra de folclor a Clubului Elevilor din Negrești Oaș, unde  a înființat Ansamblul Folcloric „Sânzienele” din Negrești Oaș, un ansamblu de copii și tineri, reprezentant al zonei etnografice Țara Oașului, printre membrii ansamblului se numără: E.S. Ionuț Silaghi de Oaș, Cristian Enache,  Ionuț Tripon, Eugen Tripon, etc.
Tot din anul 1998, a început colaborarea cu Casa de Cultură a orașului Negrești Oaș în calitate de interpret vocal, iar din anul 2004 conduce activitatea artistică al celui mai prestigios ansamblu din Țara Oașului Ansamblul Folcloric Oașul Negrești Oaș.

### Actriță în filmul Trupa de show
În anul 2008 a fost actriță în filmul  „Trupa de show” alături de Jean Constantin, Daniela Vitcu-Hanțiu, Nelu Bălășoiu, Florin Pretorian, Radu Niculescu, Nidia Moculescu, Eugen Ungureanu, Ileana Șipoteanu, Camelia Clavac, Alexandru Jula. Regia filmului a fost semnată: Dumitru Cucu, scenariul Dumitru Lupu, imaginea  Silviu Stan și Ciprian Caragea, montajul  Mihai Condrea, iar directorul filmului  Dumitru Lupu.
În anul 2014 a jucat în spectacolul de teatru „Woyzeck Transylvania”, adaptare după Georg Büchner.

## Discografie
- 1992 - imprimări radio București.
- 1998 - imprimări radio București.

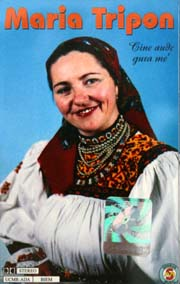
Maria Tripon - coperta album - Cine aude gura me

- 1998 - casetă audio - „Cine aude gura me”, albumul are în cuprinsul său - 16 danțuri din Oaș, 14 vocale și 2 instrumentale, acompaniament muzical: Grigore Tat - ceteră și Ioan Frățilă - zongoră.
- 1999 - casetă audio  de colinde „Noi umblăm să colindăm”-  Maria Tripon și Ansamblul Folcloric Sânzâienele din Negrești Oaș  (prima casetă, primul album de colinde din Țara Oașului).
- 2003 - casetă audio și C.D. - „Drag mi-i să mă veselesc”, albumul cuprinde - 16 danțuri din Oaș, 14 vocale și 2 instrumentale, acompaniament muzical: Petre Drăgan - ceteră și Nicolae Oniga - zongoră.
- 2003 - casetă audio și C.D. - „Țâpuriți fete cu dor” - Maria Tripon și Ansamblul Folcloric Sânzâienele din Negrești Oaș, acompaniament muzical: Petre Drăgan - ceteră și Nicolae Oniga - zongoră.
- 2005 - C.D.  de colinde „Noi umblăm a colinda” – împreună cu alți 12 soliști de muzică populară autentică, foarte valoroși. Amintesc în treacăt pe Veronica CRĂCIUN PERȘE, Viorica HAIDUC BOTE, Mărioara POP, Onișor POP, Vasile POP, Vasile PETRUȘAN, Vasile BELE și Vasile BOICIUC ROGNEANU, sub emblema grupului folcloric „Flori de cântec românesc”.
- 2012 - DVD-ul intitulat „Dragă mi-o fost cetera”, care conține 15 danțuri oșenești.
- 2013 - C.D. - „Oșancă-s și-mi zâc Mărie”, albumul conține 16 danțuri oșenești, acompaniament muzical Ansamblul Oașul Negrești Oaș: Vasile Solomon - ceteră și Ioan Rus - zongoră.
- 2015 - C.D. - Maria Tripon și Cristian Enache, album de colinde cu titlul „Sculați, gazde, nu dormiți”.[6]
- 2016 - C.D. - Maria Tripon și Cristian Enache, album de pricesne intitulat „Vreau lângă Dumnezeu”.[7]

## Premii, diplome, distincții (selecții):

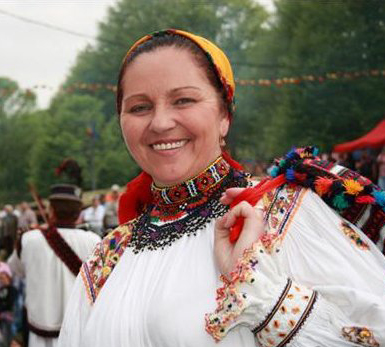
Maria Tripon

Pe 21.05.2004 EurosatTV și Eurofm Caransebeș, Redacția emisiunilor folclorice i-a conferit ,,Diplomă de Excelență”, pentru întreaga activitate desfășurată în domeniul culegerii, cultivării, păstrării și transmiterii cântecului popular și pentru colaborare la emisiunile folclorice de la EUROFM și EUROSAT TV Caransebeș. 
În data de 17 mai 2006  Muzeul Național al Satului ,,Dimitrie Gusti” i-a acordat ,,Diplomă de Excelență”. 
În data de 06.05.2007  Direcția pentru Cultură, Culte și Patrimoniu Cultural Național, C.J.C.P.C.T. și Consiliul Județean Satu Mare i-a  acordat „Diplomă Jubiliară 1957-2007”, pentru contribuția adusă de-a lungul anilor la spectacolele realizate la Festivalul folcloric „Sâmbra Oilor”, cu ocazia împlinirii a 50 de ani.  
Pe 20.08.2007 Primăria Csenger-Ungaria i-a acordat „Diplomă de Merit”, pentru promovarea tradițiilor culturale.  
În data de 25.04.2009  Asociația culturală de muzică și teatru și film pentru copii ,,ROLFILM” i-a acordat ,,Diplomă de Excelență” pentru rolul „NAȘA” din filmul Trupa de show, Gala Rolfilm, București.
Pe 11.12.2010 Episcopia Ortodoxă a Maramureșului și Sătmarului i-a acordat „Diplomă de Onoare” cu ocazia organizării concertului de colinde ,,Sus la poarta raiului”, organizat la Catedrala Episcopală Ortodoxă Sfânta Treime, din Baia Mare.  
În data de 02.03.2010  Uniunea Regională Transcarpatia Dacia Ucraina, i-a conferit „Diplomă de Merit” pentru păstrarea și promovarea limbii materne cu ocazia evenimentului: Ziua limbii materne, Bouțu Mic, Ucraina. 
Pe 05.03.2011 Mitropolia Clujului, Albei, Crișanei și Maramureșului, Universitatea „Babeș-Bolyai”, Facultatea de Teologie Ortodoxă Cluj-Napoca, Asociația ,,Credința Ortodoxă” a studenților teologi i-a acordat „Diplomă de Participare” pentru sprijinul acordat Asociaților cât și pentru buna colaborare în desfășurarea spectacolului folcloric „O rază de speranță... din inimă pentru copii”, Cluj-Napoca.  În aceeași dată, Asociația Centrului Educațional „Raluca” i-a acordat „Diplomă de Participare” pentru sprijinul acordat Asociației, cât și pentru buna colaborare în desfășurara spectacolului caritabil folcloric: „O rază de speranță... din inimă pentru copiii DOWN-CER”, Cluj-Napoca.  
Pe 08.09.2011, la  Festivalul național de muzică populară și dans pentru copii ,,Moineșteanca”,  i s-a acordat „Diplomă de Merit” pentru contribuții deosebite la realizarea festivalului.
În data de 08.11.2011 Primăria, Consiliul local Vama i-a acordat „Diplomă de Merit” pentru activitate îndelungată și rezultate deosebite în promovarea folclorului tradițional, Vama, Satu Mare.  
În luna august 2011 Primăria, Consiliul local Negrești-Oaș i-a acordat ,,Diplomă de Excelență”, pentru conservarea și promovarea folclorului din Țara Oașului.  
Pe 01.05.2011  Uniunea Regională a Românilor din Transcarpatia „Dacia”, la 10 ani de activitate, la al X-lea simpozion internațional, i-a conferit diplomă aniversară pentru contribuția adusă la susținerea românității și promovarea idealului național, Apșa de jos, Ucraina.  
În data de 14.04.2011  Ministerul Culturii și Patrimoniului Național, ORDA, ETNO TV, Fundația ,,Silviu Prigoană” i-a acordat diplomă și nominalizare – OAȘ, pentru solistul consacrat în cadrul Gala Muzicii Populare Românești, București.  
Pe 28.08.2011  Asociația cultural artistică, Cicârlău, Festivalul național de folclor „Alină-te, dor, alină!” i-a acordat diplomă aniversară, pentru dăruirea pe care o acordă respectului cultivării dragostei față de tradițiile și obiceiurile folclorice.
În data de 04.12.2011  Liga Valorilor Baia Mare i-a acordat diplomă de excelență, ca semn al recunoștinței și apreciere pentru eforturile depuse în sprijinul asociației de promovare a conduitei morale, exemplul dat societății și a calităților incontestabile de creativitate artistică, Baia Mare.  
Pe 25.03.2012 a devinit membră a Federației Naționale a Grupurilor Folclorice din România, afiliată Federației Internaționale de Folclor (I.G.F.)  
În data de 19.08.2012 Primăria, Consiliul local Negrești-Oaș i-a acordat titlul „CETĂȚEAN DE ONOARE” al orașului Negrești-Oaș, pentru merite deosebite în dezvoltarea cultural artistică și păstrarea tradițiilor orașului Negrești-Oaș, și diplomă „CETĂȚEAN DE ONOARE” al orașului Negrești-Oaș, pentru promovarea tradițiilor Țării Oașului și pentru aportul adus la dezvoltarea cultural artistică a orașului Negrești-Oaș.  
Pe 30.01.2013  Consiliul Județean Satu Mare, Școala de Arte Satu Mare i-a acordat „Diplomă de Excelență” în semn de prețuire a contribuției aduse la prestigiul folclorului oșenesc.  
În data de 30.01.2013  Consiliul Județean Satu Mare și Centrul Județean pentru Conservarea și Promovarea Culturii Tradiționale Satu Mare i-a acordat „Diplomă de Excelență” pentru contribuția remarcabilă adusă la păstrarea și perpetuarea zestrei identitare oșenești.  
Pe 13.12.2013  Asociația Pro Bambini din Oradea i-a acordat „Diplomă de Excelență” pentru sprijinul acordat pentru realizarea celei de-a IV-a ediție a Festivalului Național de Datini și Obiceiuri de Crăciun și Anul Nou „Asta-i datina străveche”. 
În data de 03.03.2014 a obținut Premiul Audio-vizual pentru albumul „Oșancă-s și-mi zâc Mărie”, acordat de Consiliului Județean Satu Mare, Biblioteca Județeană Satu Mare și filiala Satu Mare a Universității de Vest „Vasile Goldiș” Arad.[1][2] 

Pe 9 ianuarie 2015 a primit Distincția „Omul Anului 2014” - județul Satu Mare, pentru activitate culturală, acordată de Informația Zilei și Informația TV[3][4].

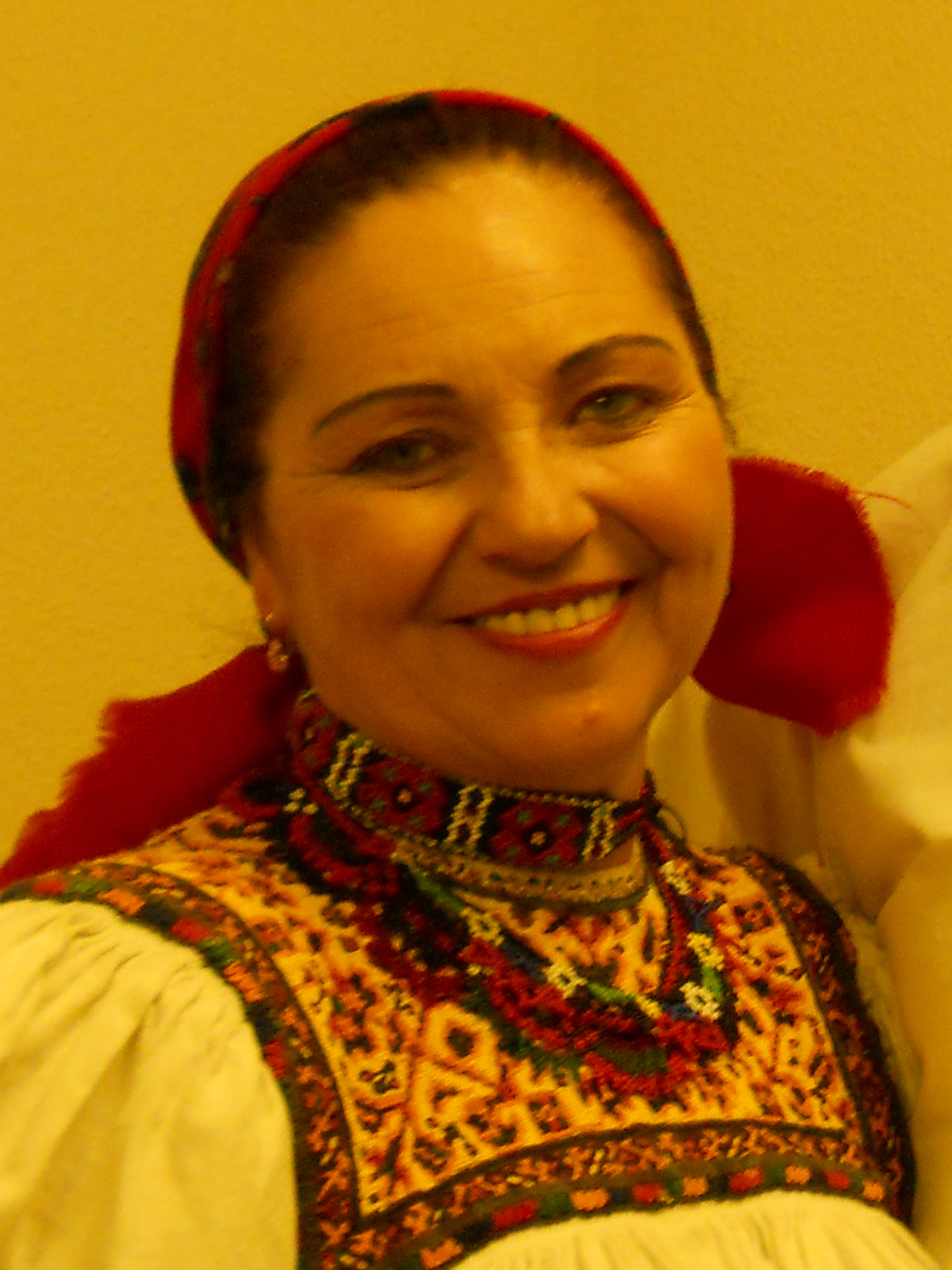
Maria Tripon

## Vezi și
- CETĂȚENII DE ONOARE Arhivat în 3 februarie 2014, la Wayback Machine. ai orașului Negrești Oaș,  negresti-oas.ro - site-ul oficial al Primăriei și Consiliului Local Negrești Oaș, accesat 13.12.2013
- Ansamblul Folcloric Oașul al Casei de Cultură Negrești Oaș, accesat 13.12.2013